# رویال هلنا
رویال هلنا (به انگلیسی: Royal Helena) یک کشتی است که طول آن ۵۴ متر (۱۷۷ فوت ۲ اینچ) می‌باشد. این کشتی در سال ۲۰۰۹ ساخته شد.